# Marcus Terentius Varro Reatinus
Marcus Terentius Varro Reatinus (116 př. n. l. Reate (dnes Rieti) – 27 př. n. l. Řím) byl římský polyhistor, gramatik, spisovatel a politik.

## Život
Varro pocházel z aristokratické rodiny, byl od mládí politicky činný a patřil mezi stoupence Pompeiovy. Byl blízkým přítelem Ciceronovým a postupně zastával mnoho úřadů: nejprve byl tribunem lidu, poté praetorem a nakonec kurulským aedilem. Ve válce proti pirátům 67 př. n. l. byl Pompeiovým legátem. V bitvě u Farsalu v roce 48 př. n. l. byl poražen a zajat Caesarem, ale omilostněn a pověřen přípravou agrárních reforem. V Římě také z pověření založil a spravoval veřejnou knihovnu řecké a latinské literatury. Po porážce Pompeia se postupně stáhl z veřejného života a roku 43 př. n. l. byl Markem Antoniem dokonce proskribován. Přežil pouze šťastnou náhodou a přišel o větší část majetku. Později byl Octavianem Augustem omilostněn a mohl se věnovat psaní.

## Dílo
Varro byl neobyčejně plodný autor a psal o mnoha různých tématech. Ve svém seznamu uvádí, že do 78 let (38 př. n. l.) napsal 40 knih. Dnes je mu přisuzováno 74 děl o více než 600 knihách, tj. svitcích. Vcelku se zachovalo jen jediné dílo, ale část ostatních se zachovala ve zlomcích a v citátech pozdějších autorů.

### Zachované spisy
- Rerum rusticarum libri III, Tři knihy o rolnictví, zachovaly se celé. Autor zde vychází jak ze svých zkušeností, tak z prací předchozích autorů.
- De lingua Latina, (O latinském jazyce) 25 knih o latinské gramatice, zachovaly se pouze knihy 5 – 10. Na toto dílo navazuje řada dalších, menších gramatických děl. např. De sermone latino, 5 knih. [Česky: De lingua Latina V-VII (překlad Lucie Pultrová). Praha: Univerzita Karlova, Filozofická fakulta, 2015. 394 s. ISBN 978-80-7308-640-4]

### Ztracené spisy
Další knihy se věnovaly literatuře:
- De bibliothecis (O knihovnách), tři knihy.
- De poematis (O básních), tři knihy
- De poetis (O básnících)
- De compositione satyrarum (O psaní satir)
- De comoediis Plautiis (O Plautových komediích).[zdroj?]
- Satiry menippské, 150 knih vlastní poezie a prózy.

Varro byl ale především encyklopedický autor:
- Antiquitates rerum humanarum et divinarum (Starožitnosti věcí lidských a božských), 41 knih, které pojednávají o životě a politice Římanů od nejstarších dob. Prvních 25 knih bylo o věcech lidských a dalších 16 knih je o věcech božských. Jako doplňky na ně navazovaly další monografie, např. De familiis Troianis
- Logistoricon, 76 filosoficko-historických knih.
- Disciplinae, (nauky) devět encyklopedických knih, (gramatika, dialektika, rétorika, geometrie, aritmetika, astrologie, hudba, medicína, architektura), na něž pak ve středověku navázalo sedm svobodných umění.
- De iure civili, 15 knih O občanském právu.

## Význam
Varronův trvalý význam je v tom, že sestavil podrobnou chronologii římských dějin, založenou na posloupnosti konsulů, která byla také vytesána na Augustově vítězném oblouku. Ten byl sice zbořen, podstatná část Varronovy chronologie se však zachovala v tak zvaných Fasti capitolini. I když jsou v ní chyby, je základem obecně přijímané chronologie Říma.
Další oblastí je latinský jazyk, o němž Varro podává nejstarší soustavné svědectví. Také z jeho encyklopedických děl mnoho zachoval zejména Aulus Gellius, jehož Noctes Atticae jsou důležitým pramenem pro římské dějiny, obyčeje i instituce. Konečně je Varro jedním z prvních autorů, kteří se soustavně věnovali zemědělství a patrně první, kdo choroby připisovali "drobným živočichům", žijícím hlavně kolem močálů.